# Вирсунг, Иоганн Георг
Иоганн Георг Вирсунг (нем. Johann Georg Wirsung; 3 июля 1589, Аугсбург, Германия — 1643, Падуя, Италия) — немецкий анатом. Длительное время работал прозектором в Падуе.
Известен тем, что в марте 1642 года открыл проток поджелудочной железы, названный впоследствии «вирсунговым протоком». Это открытие произошло во время вскрытия Zuane Viaro della Badia, человека приблизительно 30-летного возраста, казнённого через повешение за убийство.
При вскрытии присутствовали два студента, Томас Бартолин (1616—1680) из Дании и Мориц Хоффман (англ. Moritz Hoffman; 1622—1698) из Германии. Спустя пять лет после смерти Вирсунга, Хоффман объявил, что это он обнаружил проток поджелудочной железы в петухе индейки в сентябре 1641, когда ему было 19 лет. Однако доказательств этого предъявлено не было. Открытие Вирсунга зарегистрировано на единственной редкой медной пластине следующим образом: «Здесь, в анатомической комнате Vesling в Падуе, прозектором Георгом Вирсунгом, осуществлено открытие протока поджелудочной железы (1642)».
В работе, изданной в 1644 году, Андреа Арголи (1570—1657), профессор математики университета Падуи с 1632 до 1657 год, цитирует опытного анатома Падуи, Иоганн Георга Вердена, который выполнил эксперименты, разработанные, чтобы измерить объём артериальной крови, испускаемой от каждого сокращения левого желудочка у маленьких и больших собаках. Верден был позже опознан как Иоганн Георг Вирсунг.
Вирсунг был убит ночью, при входе в свой дом, вероятно в результате ссоры из-за того, кто был первооткрывателем протока поджелудочной железы. Убийца был бельгийским студентом по имени Giacomo Cambier.